# Numerais romenos
Os numerais romenos são o sistema usado em romeno para expressar contas, quantidades, postos em conjuntos ordenados, frações, multiplicação, e outras informações relacionadas a números.

## Aspecto geral
Como em outros sistemas de numerais, os nomes dos numerais usam um conjunto limitado de palavras e regras de combinação, que podem ser aplicados para gerar o nome de qualquer numeral de dentro limites suficientemente amplos.
As características gerais da formação das regras de formação do numeral em romeno são:
- A base da numeração usada é decimal.
- A ordem de palavra é big-endian, exceto números de 11 a 19.
- Números longos usam o sistema de longa escala, diferentemente do português.
- Palavras de conexão são usadas em certos casos.
- Alguns nomes de numerais têm formas específicas de acordo com o gênero.

## Números cardinais
Números cardinais são as palavras que usamos para contar objetos ou expressar quantidade.

### Nome do número 0
O número 0 é chamado zero. Ele pede a forma plural dos substantivos: zero grade (zero grau, sendo grade o plural de grad).

### Números de 1 a 10
Os nomes dos números de 1 a 10 derivam do latim.
| Número | Romeno | Latim    |
| ------ | ------ | -------- |
| 1      | unu¹   | unus     |
| 2      | doi¹   | duo      |
| 3      | trei   | tres     |
| 4      | patru  | quattuor |
| 5      | cinci  | quinque  |
| 6      | şase   | sex      |
| 7      | şapte  | septem   |
| 8      | opt    | octo     |
| 9      | nouă   | novem    |
| 10     | zece   | decem    |

Notas
1. Em contagem, os nomes dos números 1 e 2 são os da tabela acima; porém, quando usados em uma sentença, eles mudam em função do substantivo que modificam ou substituem. É válido notar que as duas formas adjetivais dos número cardinal 1 (un e o) são idênticas às formas dos artigos indefinidos correspondentes.
- un băiat (um garoto),
- unul dintre băieţi (um dos garotos),
- o fată (uma garota),
- una dintre fete (uma das garotas),
- doi băieţi (dois garotos),
- două fete (duas garotas).

### Números de 11 a 19
Diferentemente de todas as outras línguas românicas, o romeno tem um meio bastante consistente de nomear os números de 11 a 19. Esses são obtidos pela junção de três elementos: as unidades, a palavra spre (derivada do latim super = acima, atualmente significando em direção a), e a palavra para dez. Por exemplo, quinze é cincisprezece: cinci + spre + zece, que significa literalmente "cinco acima de dez". Essa é a única exceção ao princípio de nomeação numeral big-endian.
A tabela abaixo mostra as formas dos nomes de tais números e suas variantes curtas, usadas na língua falada, onde o elemento -sprezece substitui-se por -şpe.
| Número | Romeno formal  | Romeno informal       |
| ------ | -------------- | --------------------- |
| 11     | unsprezece     | unşpe                 |
| 12     | doisprezece¹   | doişpe                |
| 13     | treisprezece   | treişpe               |
| 14     | paisprezece²   | paişpe                |
| 15     | cincisprezece³ | cinşpe (não cincişpe) |
| 16     | şaisprezece²   | şaişpe                |
| 17     | şaptesprezece  | şapteşpe              |
| 18     | optsprezece4   | optişpe, opşpe        |
| 19     | nouăsprezece   | nouăşpe               |

Notas
1. O nome do número 12 dado na tabela é de forma masculina/neutra; esse é o único número na lista que tem também forma : douăsprezece (informal douăşpe).
2. Os nomes dos números 14 e 16 não seguem exatamente a regra explicada. As formas patrusprezece e şasesprezece existem, mas raramente usadas.
3. Ao invés de cincisprezece, cinsprezece é usado às vezes.
4. O nome do número 18 é notório por ser a palavra romena com a maior junção consonantal (cinco consoantes sem vogais intercalando): ptspr, dividida em duas sílabas, opt-spre-ze-ce.

### Números de 20 a 99
Os números nessa escala que são múltiplos de 10 (20, 30, ..., 90) são nomeados pela junção do número de dezenas com a palavra zeci (plural de zece), mostrados na tabela abaixo.
| Número | Romeno     |
| ------ | ---------- |
| 20     | douăzeci   |
| 30     | treizeci   |
| 40     | patruzeci  |
| 50     | cincizeci¹ |
| 60     | şaizeci²   |
| 70     | şaptezeci  |
| 80     | optzeci¹   |
| 90     | nouăzeci   |

Notas
1. Cincizeci é geralmente pronunciado (mas não escrito) cinzeci. Similarmente, optzeci é pronunciado obzeci.
2. Şaizeci não segue a regra. A forma esperada şasezeci não existe.
Os outros números entre 20 e 99 são formados pela combinação de três palavras: o número de dezenas, a conjunção şi (e), e as unidades. Por exemplo, 42 é patruzeci şi doi.
Para os número cuja unidade seja 1 ou 2, o nome do número correspondente varia em função do gênero do substantivo:
- masculino: treizeci şi unu de bărbaţi (31 homens); treizeci şi doi de bărbaţi (32 homens);
- feminino: treizeci şi una de femei (31 mulheres); treizeci şi două de femei (32 mulheres);
- neutro: treizeci şi unu de grade (31 graus); treizeci şi două de grade (32 graus).

#### Formas curtas
Os números de 20 a 99 tem também um forma simplificada na pronunciação: A parte zeci reduz para ş quando o nome da unidade começa com uma consoante surda ou uma vogal. Para 50 e 80 zeci reduz somente para zeş. Quando o nome da unidade começa com uma consoante sonora, a mesma regra é aplicada, mas ş é pronunciado como j. A mesma regra é aplicada se a unidade for 0 e se a próxima palavra for a preposição de. Exemplos:
- şaptezeci şi cinci → şapteşcinci (75);
- cincizeci şi unu → cinzeşunu (51);
- optzeci şi opt → obzeşopt (88);
- treizeci şi doi → treijdoi (32);
- douăzeci de ori → douăjde ori (20 vezes).

Em fala regional, simplificação maior é possível, como cinzeci şi tornando-se cinş. Também, o número 48, quando refere à Revolução de 1848, é pronunciado paşopt, de onde derivam palavras como paşoptist (participante da Revolução Romena de 1848 ou simpatizante de sua ideologia).

### Números de 100 a 999
Qualquer valor dado de 100 a 999 pode ser representando pela contagem das centenas e, sem palavra conectora, a contagem das dezenas e unidades; por exemplo, 365 é trei sute şaizeci şi cinci.
Note que a palavra para cem/centena é sută, e que se o número de centenas é de valor maior ou igual a 2, o plural sute é pedido.

## Uso
- Datas

Datas são expressadas usando números cardinais. Para o primeiro dia do mês, o número ordinal întîi é geralmente usado: 1 Decembrie (ler Întîi Decembrie; letra maiúscula é usada para feriados nacionais ou internacionais). Normalmente, a forma masculina do número é usada em qualquer lugar, mas quando for unidade o número 2, a feminina é comum também: 2 ianuarie pode ser lido tanto doi ianuarie quanto două ianuarie; o mesmo se aplica para dias 12 e 22.
- Séculos

Os séculos são escritos usando os números ordinais: século XIV é secolul al paisprezecelea (geralmente escrito secolul al XIV-lea). Números cardinais também são usados, embora considera-se incorreto esse uso: secolul paisprezece.
- Títulos reais

São usados para designar membros de uma monarquia ou o Papa números ordinais. Por exemplo: Carol al II-lea, Papa Benedict al XVI-lea.